# لوکسری
لوکسری (انگلیسی: Looksery) شرکت نرم‌افزار آمریکایی است، که در سال ۲۰۱۳ تأسیس شد.